# Karabin wz. 98a

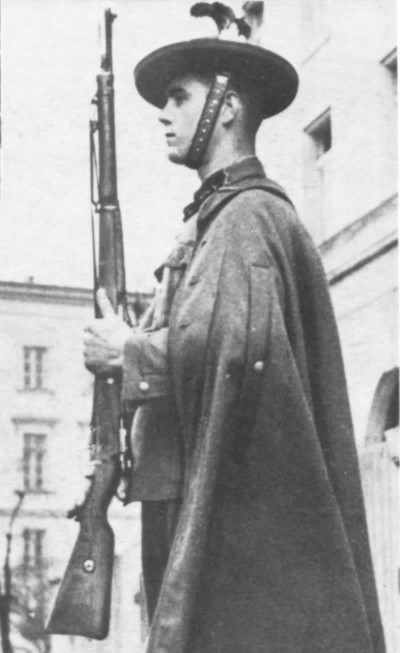
Żołnierz z 49. Huculskiego Pułku Strzelców w czasie warty zmiany górskiej (huculskiej) Batalionu Stołecznego na posterunku alarmowym przed Komendą Miasta w Warszawie. Rok 1937. Dobrze widoczny karabin wz. 98a.

Karabin wz. 98a (także kb Mauser wz. 98a, karabin polski wz. 98a) – polski karabin powtarzalny z okresu międzywojennego.
Karabin wz. 98a był odmianą niemieckiego karabinu Gewehr 98, wprowadzoną do produkcji w Fabryce Broni w Radomiu w 1936. W okresie kampanii wrześniowej karabiny wz. 98a (obok wcześniej wyprodukowanych wz. 98) stanowiły podstawowe uzbrojenie kompanii strzeleckich piechoty Wojska Polskiego. Po zakończeniu kampanii część karabinów wz. 98a trafiła w ręce niemieckie (zostały przyjęte na wyposażenie Wehrmachtu pod oznaczeniem Gewehr 299(p)), inne zaś wykorzystywano w partyzantce.

## Historia
Po odzyskaniu przez Polskę niepodległości nowo powstałe Wojsko Polskie było uzbrojone w wiele modeli karabinów, pochodzących z różnych źródeł. Po zaborcach odziedziczono karabiny rosyjskie (Mosiny wz. 91), austriackie Mannlichery (M1888, M1890 i M1895) oraz niemieckie (karabiny Gew88 i Gew98). Ponadto w 1919 wraz z żołnierzami Błękitnej Armii pojawiły się karabiny francuskie (Berthiery i Lebele). Czyniono też doraźnie zakupy uzbrojenia za granicą, tak trafiły do Polski m.in. karabiny Carcano Mod. 91.
Już w pierwszych latach po odzyskaniu niepodległości w dowództwie Wojska Polskiego zajęto się ujednoliceniem posiadanej broni strzeleckiej, w tym także karabinów. Początkowo zastanawiano się nad przyjęciem francuskich karabinów Lebel lub Berthier. Sytuacja zmieniła się, kiedy Rada Ambasadorów uchwałą z 10 marca 1921 nakazała przekazanie Polsce maszyn, urządzeń, dokumentacji oraz dużych zapasów surowcowych z byłego pruskiego Arsenału Królewskiego w Gdańsku. W tych zakładach w czasie I wojny światowej produkowano niemieckie karabiny Gew98. Taki obrót sprawy spowodował, że ostatecznie Rada Wojenna decyzją z czerwca 1921 wybrała jako podstawowy karabin Wojska Polskiego karabin Gew98 (pod oznaczeniem karabin wz. 98).
Maszyny gdańskiej fabryki przewieziono do Warszawy, gdzie w 1920 utworzono Państwową Fabrykę Karabinów (PFK). Do końca 1921 otrzymano w miarę kompletny zestaw maszyn niezbędnych do podjęcia produkcji karabinów Mauser, jednak dokumentacja techniczna była niepełna. Braki dość szybko uzupełniono i w lipcu 1922 rozpoczęto produkcję karabinów wz. 98 Mauser. 23 czerwca 1922 miało miejsce uroczyste poświęcenie pierwszych karabinów wykonanych w warszawskiej fabryce.
Polskie karabiny wz. 98 od karabinów niemieckich odróżniały się przede wszystkim biciami oznaczeń na komorze zamkowej oraz inaczej wyglądającą komorą zamkową. W polskich opracowaniach często zaznacza się, że produkowane w Polsce karabiny wz. 98 charakteryzowały się też nieco gorszą jakością i precyzją wykonania od karabinów niemieckich. Wynikało to w dużej mierze z małego doświadczenia w produkcji takiej broni.
Produkcję karabinu wz. 98 zakończono w Polsce dość szybko, bo już w roku 1924 po wyprodukowaniu ok. 22 000 egzemplarzy. W ich miejsce rozpoczęto produkcję karabinków wz. 98, wzorowanych na niemieckich karabinkach Kar98AZ (Kar98a). Decyzja ta wynikała ze zmiany koncepcji uzbrojenia piechoty. W połowie lat 20. XX wieku w wielu państwach pojawił się trend przezbrajania piechoty z długich karabinów na poręczniejsze i krótsze karabinki, określane też czasem mianem karabinów krótkich. Przezbroić piechotę w karabinki postanowiła także Polska. Początkowo były to kbk wz. 98, w roku 1931 rozpoczęto także produkcję nowych karabinków wz. 29.
W pierwszej połowie lat 30. XX wieku, w wyniku zmian polskiej doktryny wojennej wydłużono odległość, na którą miał być prowadzony ogień piechoty do 1000–1500 metrów. Nowym wymaganiom nie mógł sprostać ani kbk wz. 98, ani kbk wz. 29. Dlatego też w 1934 postanowiono wznowić produkcję karabinu wz. 98.
Produkcję karabinów Mauser wznowiono w roku 1936, w Fabryce Broni w Radomiu pod oznaczeniem karabin wz. 98a. Dwuletnie opóźnienie pomiędzy decyzją a rozpoczęciem produkcji wynikało z konieczności sezonowania drewna na łoża karabinów. Od produkowanych karabinów w latach 1922–1924, kb wz. 98a różniły się zmianami konstrukcyjnymi zastosowanymi wcześniej w karabinku wz. 29 oraz wyższą jakością wykonania. Współcześnie przyjmuje się, że do wybuchu wojny wyprodukowano ok. 70 000 karabinów wz. 98a. Dawniejsze opracowania podawały inną liczbę – 44 500 egzemplarzy.
We wrześniu 1939 karabiny wz. 98a, obok karabinów wz. 98, stanowiły podstawowe uzbrojenie kompanii strzeleckich polskiej piechoty. Zgodnie z etatem, w kompanii piechoty znajdowało się 138 karabinów, a po przydzieleniu kompanii karabinów przeciwpancernych wz. 35 liczba ta spadała do 135. W pułku piechoty liczącym 9 kompanii znajdowało się więc odpowiednio 1242 i 1215 karabinów.
Po zakończeniu kampanii wrześniowej karabiny, obok innej polskiej broni, znalazły się na uzbrojeniu tworzącej się partyzantki. Ze względu na znaczne gabaryty nie wykorzystywano ich w walkach miejskiego podziemia. Do użytku powróciły jednak podczas powstania warszawskiego.
Zdobyte we wrześniu 1939 karabiny wz. 98 zostały także przyjęte do uzbrojenia przez Wehrmacht jako Gewehr 299(p) – G299(p). Niemcy nie rozróżniali oznaczeniami polskich kb wz.98 i wz. 98a.

## Opis techniczny
Karabin wz. 98a był indywidualną bronią powtarzalną przeznaczoną dla kompanii strzeleckich piechoty II RP. Konstrukcyjnie niewiele różnił się od karabinów niemieckich Gew98. Różnice pomiędzy karabinem niemieckim i polskim w dużej mierze wynikają z zastosowania w karabinie wz. 98a kilku zmian zastosowanych wcześniej w karabinku wz. 29. Podstawową zmianą jest inny celownik. Zastosowano celownik ramieniowo-krzywiznowy, z krzywizną w podstawie. Skalowany był on na ramieniu od 100 do 2000 m. Ponadto bączek tylny karabinu wz. 98a również pochodzi z kbk wz. 29 z tą różnicą, że jest mocowany wkrętem zamiast sprężyny. Po obu stronach kolby umieszczono także okucie babki do rozbierania zamka.
Wraz z karabinem wz. 98a używano bagnetów: wz. 22, wz. 24 (bez pierścienia jelca; w 1934 roku nazewnictwo ujednolicono na wz. 27) oraz wz. 28 (z pierścieniem jelca; później oznaczany wz. 29).